# Barbourville
Barbourville é uma cidade localizada no estado americano de Kentucky, no Condado de Knox.

## Demografia
Segundo o censo americano de 2000, a sua população era de 3589 habitantes. 
Em 2006, foi estimada uma população de 3569, um decréscimo de 20 (-0.6%).

## Geografia
De acordo com o United States Census Bureau tem uma área de 
9,0 km², dos quais 9,0 km² cobertos por terra e 0,0 km² cobertos por água. Barbourville localiza-se a aproximadamente 305 m acima do nível do mar.

## Localidades na vizinhança
O diagrama seguinte representa as localidades num raio de 32 km ao redor de Barbourville. 